# Michael Wäschenbach

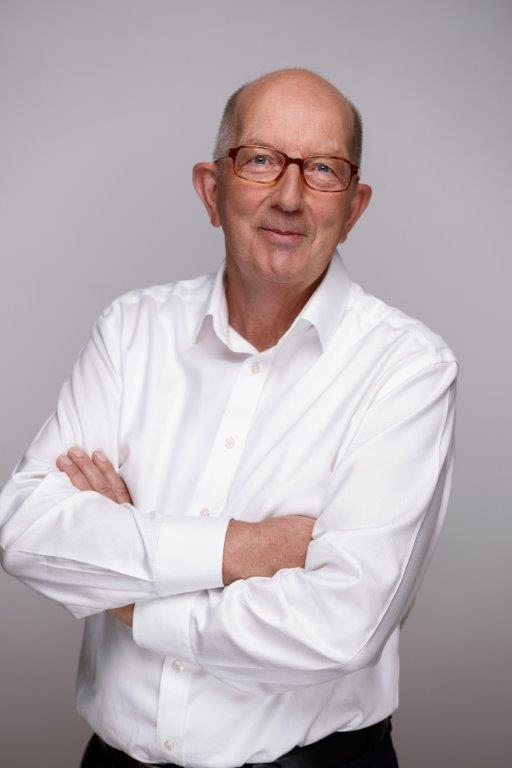
Michael Wäschenbach (2021)

Michael Wäschenbach (* 15. Juli 1954 in Kirchen (Sieg)) ist ein deutscher Politiker (CDU). Seit dem 1. Januar 2012 gehört er dem Landtag von Rheinland-Pfalz an.

## Leben und Beruf
Wäschenbach legte 1972 die mittlere Reife am Collegium Josephinum Bonn, einer Klosterschule der Redemptoristen ab.
Nach seiner Ausbildung zum Bundesbahnassistenten wurde er zur Wehrpflicht bei den Feldjägern nach Düsseldorf und Marburg eingezogen. Von 1976 bis 1978 hatte er bei der Deutschen Bundesbahn verschiedenste Tätigkeiten im Verkauf und Betriebsdienst (u. a. Fahrdienstleiter) inne, ehe er zum Bundesamt für Verfassungsschutz nach Köln wechselte.
An einer Abendschule, der Fachoberschule für Wirtschaft, legte er 1981 sein Fachabitur ab. Er studierte daraufhin an der Fachhochschule des Bundes zum Diplom-Verwaltungswirt (FH). Danach war er in verschiedenen Sachbearbeiterbereichen und in größeren Projekten der Informationstechnik aktiv, zuletzt als Referatsleiter in der Zentralabteilung des Bundesamtes für Verfassungsschutz, zum Zuständigkeitsbereich gehörte auch das Krisenmanagement. Er ging am 1. April 2020 als Oberregierungsrat altersbedingt in den Ruhestand.
Michael Wäschenbach ist katholisch. Er ist verheiratet, hat zwei erwachsene Kinder und lebt in Wallmenroth.

## Politik
Wäschenbach begann 1985 mit kommunalpolitischen Aktivitäten in einer Bürgerinitiative in seinem Heimatort Wingendorf zur Verhinderung eines neuen Gewerbegebietes auf landwirtschaftlichen Nutzflächen. 1989 wurde er Mitglied der Freien Wählergruppe Kirchen (Sieg). Von 1989 bis 1998 war er Mitglied des Ortsbeirats in Wingendorf, 1994 wurde er dort auch Ortsvorsteher von Wingendorf, außerdem Vorstandsmitglied der FWG im Kreis Altenkirchen und im Regierungsbezirk Koblenz. 1999 zog er aus familiären Gründen nach Wallmenroth, wo er zunächst parteiloses Mitglied der CDU-Fraktion war, ehe er 2004 in die CDU eintrat und im gleichen Jahr zum Ortsbürgermeister gewählt wurde. 2009, 2014 und 2019 wurde er wiedergewählt. Bei der Kommunalwahl 2024 kandidierte er nicht erneut für dieses Ehrenamt.
Am 1. Januar 2012 wurde Wäschenbach Mitglied des Landtages von Rheinland-Pfalz. Er rückte für den ausgeschiedenen Josef Rosenbauer nach. Bei den Landtagswahlen 2016 und  2021 gewann er den um die Verbandsgemeinde Rennerod erweiterten Wahlkreis Betzdorf/Kirchen (Sieg) direkt gegen Sabine Bätzing-Lichtenthäler. Im Landtag arbeitete er im Ausschuss für Gesundheit, Pflege und Demografie und im Ausschuss für Soziales und Arbeit (bis 2021). Er ist pflegepolitischer Sprecher der Landtagsfraktion der CDU Rheinland-Pfalz und seit 2019 Vorsitzender des Arbeitskreises „Soziales und Arbeit“. Von 2016 bis 2019 war er Beauftragter für Energiepolitik der CDU als Mitglied des Umweltausschusses. Bei der Landtagswahl in Rheinland-Pfalz 2021 gewann er das Direktmandat im Wahlkreis 1. In der neuen Wahlperiode übernahm er in der Fraktion die Aufgabe, das Zukunftsfeld „Zusammenhalt der Gesellschaft“ zu leiten (Dazu gehören Pflege, Soziale Sicherheit, Familie, Kinder und Jugend, Senioren).
Von September 2018 bis zum 19. März 2022 war Wäschenbach Kreisvorsitzender der CDU im Landkreis Altenkirchen. Im September 2022 wurde Wäschenbach stellvertretendes Mitglied des Untersuchungsausschusses zur Flutkatastrophe 2021.